# Volkswagen Caddy (2K)
Volkswagen Caddy (2K) er en bilmodel fra Volkswagen Erhvervsbiler, som siden efteråret 2003 er blevet bygget som leisure activity vehicle. Forgængeren hed Caddy (9KV).

## Historie
Den aktuelle Caddy er et leisure activity vehicle på basis af Golf V og Touran. I modsætning til den på Golf V baserede Touran har Caddy en stiv bagaksel med bladfjedre i stedet for de i Golf V introducerede separate baghjulsophæng med fire led.
Ud over kassevognen findes modellen også som personbil under navnet Caddy Life. Begge findes også som lang version med tilnavnet Maxi. Caddy findes ikke som pickup, hvor Volkswagen i stedet siden slutningen af 2010 har haft modellen Amarok.
Modellen er den første af Caddy'erne som importeres til Danmark, hvor den vandt titlen Årets Varebil 2005.
I sommeren 2010 fik Caddy med et facelift det aktuelle Volkswagen-design.
- Volkswagen Caddy Kombi (2010−)
- Bagfra
- Kabine

## Modeller

### Caddy Life
Under betegnelsen Caddy Life blev der i år 2004 for første gang præsenteret en personbil med syv siddepladser på basis af den aktuelle Caddy.
Hvor Volkswagen – ligesom med den kompakte MPV Touran og minibusserne Multivan og Caravelle – markedsfører modellen som limousine med stor kabine, havde fagpressen siden introduktionen af Citroën Berlingo i 1996 benyttet betegnelsen Leisure activity vehicle for denne bilklasse. Caddy Life er et billigere alternativ til Touran, som den deler over halvdelen af sine komponenter med.
I november 2007 kom Caddy Maxi Life på markedet. Der er her tale om en 47 cm forlænget version af Caddy Life med plads til syv personer og deres bagage.
Også Caddy Life fik et facelift i sommeren 2010. Dermed forsvandt tilnavnet "Life", og i stedet sælges Caddy nu under de for Volkswagen typiske udstyrsbetegnelser Startline, Trendline, Comfortline og Comfortline Edition. Med modelåret 2012 blev Comfortline Edition afløst af Highline.

### Volkscaddy
Volkswagen gennemførte i midten af 2005 en speciel kampagne sammen med Bildzeitung, hvor den såkaldte "Volks-Caddy" solgtes med en prisfordel på ca 3.200 €. Volkscaddy var baseret på Caddy Life fra modelår 2006 med i forvejen omfangsrigt standardudstyr.
Bilen fandtes udelukkende i tre forskellige (normalt merprispligtige) metalfarver: Reflexsølvmetallic, Ravennablå og Offroadgråmetallic. Også motorudvalget var begrænset:
- 1,9-liters TDI-motor med 77 kW (105 hk)
- 1,4-liters benzinmotor med 55 kW (75 hk)
- 1,6-liters benzinmotor med 75 kW (102 hk)

Der kunne som ekstraudstyr bestilles en "Optionspakke" for 950 €. Denne indeholdt klimaanlæg, en tredje sæderække som gjorde bilen syvpersoners, fire bagagenet til mindre genstande i taghimlen og radioanlægget RCD 300 med seks i stedet for fire højttalere. I løbet af den 14-dages aktion var flere former for ekstraudstyr mulige mod merpris, som f.eks. ESP og sædevarme.
De oprindeligt planlagte leveringstider for Volkscaddy på 8–12 uger blev som følge af den uventede høje efterspørgsel øget til op til seks måneder.

### Caddy Roncali
Caddy Roncali var en specialaktion på ca. 2 måneder i foråret 2011, som med andet udstyr blev genoptaget i foråret 2012.

### Caddy JAKO-O
Caddy JAKO-O var en specialaktion i 2013 i samarbejde med legetøjsfabrikanten JAKO-O, specielt for børnefamilier. Med bilen fulgte en rabat på 200 Euro pr. barn (max. 600 Euro) og tre specielle tilbehørspakker (wellness, praktisk og afdækkende). I 2007 havde der også været en mindre reklameaktion for JAKO-O, men da med Multivan.

### Caddy Soccer
I januar 2014 kom Caddy Soccer i handlen til priser fra 13.990 Euro. Modellen var specielt fremstillet til VM i fodbold 2014, og fandtes som både person- og varebil. Modellen var baseret på Startline og Trendline, og kunne fås med motorer fra 86 til 140 hk.

### Yderligere specialmodeller
Specialmodellen "Tramper" er specielt lavet til camping. Den anden sæderække kan klappes frem. Omtrent på højde med underkanten af sideruden er der monteret en seng, som med fremklappet anden sæderække danner en næsten to meter lang liggeflade. Derudover findes der også et på bagklappen monteret telt. Siden 2007 findes "Tramper" også som Caddy Maxi.
Specialmodellen "Colour Concept" er i vidt omfang en normal Caddy Life. Dog er kofangerne på denne version lakeret i bilens farve, ligesom på søstermodellen Touran. Lakeret er ligeledes sidespejlene og dørhåndtagene. Rat, håndbremse og gearknop er betrukket med læder. Indvendigt har bilen farvede ringe om ventilationsdyserne, og indtrækket er afstemt efter bilens udvendige farve.
Siden slutningen af 2007 findes Caddy også i en forlænget udgave med navnet Caddy Maxi.
I midten af februar 2009 reagerede Volkswagen med Caddy "Gewinner" på den såkaldte miljøpræmie på 2500 €, hvor den tyske regering belønner skrotningen af en mindst ni år gammel personbil i forbindelse med registrering af en ny bil eller nyere brugt bil med Euro4- eller højere euronorm. Caddy Gewinner samt andre specialmodeller solgt i joint venture med Bild-Zeitung har et begrænset udvalg af ekstraudstyr og farver og har som standard en ekstraudstyrspakke ("Lys og syn II"). Udstyret omfatter de såkaldte varmedæmpende ruder, som sørger for at kabinen ikke opvarmes for hurtigt om sommeren, og at varmen om vinteren ikke forsvinder for hurtigt. Da dette aflaster klimaanlægget, spares der brændstof. Grundprisen ligger ca. 3000 € under en normal Caddy.
Alle Caddyer af den aktuelle generation bygges på Volkswagens fabrik i Poznań i Polen.

## Tekniske data

### Benzinmotorer
|                                                | 1,2 TSI                   | 1,2 TSI                   | 1,2 TSI BlueMotion Technology | 1,4                 | 1,4                 | 1,6                  | 1,6 BiFuel            | 2,0 EcoFuel          |
| Byggeperiode                                   | 9/2010−                   | 9/2010−                   | 6/2012−                       | 10/2003−5/2006      | 5/2006−9/2010       | 10/2003−9/2010       | 5/2011−               | 2/2006−              |
| Motordata                                      |                           |                           |                               |                     |                     |                      |                       |                      |
| Motorkendebogstaver                            | CBZA                      | CBZB                      | CBZB                          | BCA                 | BUD                 | BGU, BSE, BSF        | BFX, BFW              | BSX                  |
| Motortype                                      | R4-benzinmotor            | R4-benzinmotor            | R4-benzinmotor                | R4-benzinmotor      | R4-benzinmotor      | R4-benzinmotor       | R4-benzinmotor        | R4-benzinmotor       |
| Antal ventiler pr. cylinder                    | 2                         | 2                         | 2                             | 4                   | 4                   | 2                    | 2                     | 2                    |
| Ventilstyring                                  | OHC, kæde                 | OHC, kæde                 | OHC, kæde                     | DOHC, tandrem       | DOHC, tandrem       | OHC, tandrem         | OHC, tandrem          | OHC, tandrem         |
| Fødesystem                                     | Direkte                   | Direkte                   | Direkte                       | Multipoint          | Multipoint          | Multipoint           | Multipoint            | Multipoint           |
| Trykladning                                    | Turbolader, ladeluftkøler | Turbolader, ladeluftkøler | Turbolader, ladeluftkøler     | –                   | –                   | –                    | –                     | –                    |
| Køling                                         | Vandkøling                | Vandkøling                | Vandkøling                    | Vandkøling          | Vandkøling          | Vandkøling           | Vandkøling            | Vandkøling           |
| Boring × slaglængde                            | 71,0 × 75,6 mm            | 71,0 × 75,6 mm            | 71,0 × 75,6 mm                | 76,5 × 75,6 mm      | 76,5 × 75,6 mm      | 81,0 × 77,4 mm       | 81,0 × 77,4 mm        | 82,5 × 92,8 mm       |
| Slagvolume                                     | 1197 cm³                  | 1197 cm³                  | 1197 cm³                      | 1390 cm³            | 1390 cm³            | 1595 cm³             | 1595 cm³              | 1984 cm³             |
| Kompressionsforhold                            | 10,0:1                    | 10,0:1                    | 10,0:1                        | 10,5:1              | 10,5:1              | 10,5:1               | 10,5:1                | 13,5:1               |
| Maks. effekt ved omdr./min.                    | 63 kW (85 hk) /4800       | 77 kW (105 hk) /5000      | 77 kW (105 hk) /5000          | 55 kW (75 hk) /5000 | 59 kW (80 hk) /5600 | 75 kW (102 hk) /5600 | 72 kW (98 hk) /5600   | 80 kW (109 hk) /5400 |
| Maks. drejningsmoment ved omdr./min.           | 160 Nm /1500−3500         | 175 Nm /1550−4100         | 175 Nm /1550−4100             | 126 Nm /3300        | 132 Nm /3800        | 148 Nm /3800         | 144 Nm /3800          | 160 Nm /3500−4700    |
| Udstødningsnorm                                | Euro5                     | Euro5                     | Euro5                         | Euro4               | Euro4               | Euro4                | Euro5                 | Euro4 hhv. Euro5     |
| Kraftoverførsel                                |                           |                           |                               |                     |                     |                      |                       |                      |
| Drivende hjul                                  | Forhjul                   | Forhjul                   | Forhjul                       | Forhjul             | Forhjul             | Forhjul              | Forhjul               | Forhjul              |
| Gearkasse                                      | 5-trins manuel            | 5-trins manuel            | 5-trins manuel                | 5-trins manuel      | 5-trins manuel      | 5-trins manuel       | 5-trins manuel        | 5-trins manuel       |
| Præstationer                                   |                           |                           |                               |                     |                     |                      |                       |                      |
| Topfart                                        | 155 km/t                  | 169 km/t                  | 169 km/t                      | 148 km/t            | 151 km/t            | 164 km/t             | 164 km/t              | 169 km/t             |
| Acceleration 0-100 km/t                        | 14,7 sek.                 | 12,4 sek.                 | 12,4 sek.                     | 17,9 sek.           | 16,6 sek.           | 13,7 sek.            | 13,9 sek.             | 13,8 sek.            |
| Brændstofforbrug pr. 100 km ved blandet kørsel | 6,8 liter Blyfri 95       | 6,7 liter Blyfri 95       | 6,3 liter Blyfri 95           | 8,2 liter Blyfri 95 | 8,0 liter Blyfri 95 | 8,1 liter Blyfri 95  | 10,4 kg Autogas (LPG) | 5,7 kg Naturgas      |
| CO2-udslip ved blandet kørsel                  | 158 g/km                  | 156 g/km                  | 147 g/km                      | 197 g/km            | 191 g/km            | 189 g/km             | 169 g/km              | 156 g/km             |

1. ↑  Data angivet for gasdrift. I benzindrift identiske med den benzindrevne 1,6.

### Dieselmotorer
|                                                | 1,6 TDI DPF               | 1,6 TDI DPF BlueMotion Technology | 1,6 TDI DPF               | 1,6 TDI DPF BlueMotion Technology | 1,9 TDI                                  | 1,9 TDI                                  | 1,9 TDI DPF BlueMotion Technology | 2,0 SDI             |
| Byggeperiode                                   | 9/2010−                   | 9/2010−                           | 9/2010−                   | 9/2010−                           | 9/2005−9/2010                            | 10/2003−9/2010                           | 5/2008−9/2010                     | 10/2003−9/2010      |
| Motordata                                      |                           |                                   |                           |                                   |                                          |                                          |                                   |                     |
| Motorkendebogstaver                            | CAYE                      | CAYE                              | CAYD                      | CAYD                              | BSU                                      | BJB, BLS                                 | BLS                               | BDJ, BST            |
| Motortype                                      | R4-dieselmotor            | R4-dieselmotor                    | R4-dieselmotor            | R4-dieselmotor                    | R4-dieselmotor                           | R4-dieselmotor                           | R4-dieselmotor                    | R4-dieselmotor      |
| Antal ventiler pr. cylinder                    | 4                         | 4                                 | 4                         | 4                                 | 2                                        | 2                                        | 2                                 | 2                   |
| Ventilstyring                                  | DOHC, tandrem             | DOHC, tandrem                     | DOHC, tandrem             | DOHC, tandrem                     | OHC, tandrem                             | OHC, tandrem                             | OHC, tandrem                      | OHC, tandrem        |
| Fødesystem                                     | Commonrail                | Commonrail                        | Commonrail                | Commonrail                        | Pumpe/dyse                               | Pumpe/dyse                               | Pumpe/dyse                        | Pumpe/dyse          |
| Trykladning                                    | Turbolader, ladeluftkøler | Turbolader, ladeluftkøler         | Turbolader, ladeluftkøler | Turbolader, ladeluftkøler         | Turbolader, ladeluftkøler                | Turbolader, ladeluftkøler                | Turbolader, ladeluftkøler         | –                   |
| Køling                                         | Vandkøling                | Vandkøling                        | Vandkøling                | Vandkøling                        | Vandkøling                               | Vandkøling                               | Vandkøling                        | Vandkøling          |
| Boring × slaglængde                            | 79,5 × 80,5 mm            | 79,5 × 80,5 mm                    | 79,5 × 80,5 mm            | 79,5 × 80,5 mm                    | 79,5 × 95,5 mm                           | 79,5 × 95,5 mm                           | 79,5 × 95,5 mm                    | 81,0 × 95,5 mm      |
| Slagvolume                                     | 1598 cm³                  | 1598 cm³                          | 1598 cm³                  | 1598 cm³                          | 1896 cm³                                 | 1896 cm³                                 | 1896 cm³                          | 1968 cm³            |
| Kompressionsforhold                            | 16,5:1                    | 16,5:1                            | 16,5:1                    | 16,5:1                            | 19,0:1                                   | 19,0:1                                   | 19,0:1                            | 19,9:1              |
| Maks. effekt ved omdr./min.                    | 55 kW (75 hk) /3000−4000  | 55 kW (75 hk) /3000−4000          | 75 kW (102 hk) /4400      | 75 kW (102 hk) /4400              | 55 kW (75 hk) /4000                      | 77 kW (105 hk) /4000                     | 77 kW (105 hk) /4000              | 51 kW (69 hk) /4200 |
| Maks. drejningsmoment ved omdr./min.           | 225 Nm /1500−2250         | 225 Nm /1500−2250                 | 250 Nm /1500−2500         | 250 Nm /1500−2500                 | 210 Nm /1900                             | 250 Nm /1900                             | 250 Nm /1900                      | 140 Nm /2200−2400   |
| Udstødningsnorm                                | Euro5                     | Euro5                             | Euro5                     | Euro5                             | Euro4                                    | Euro4                                    | Euro4                             | Euro4               |
| Kraftoverførsel                                |                           |                                   |                           |                                   |                                          |                                          |                                   |                     |
| Drivende hjul (standardudstyr)                 | Forhjul                   | Forhjul                           | Forhjul                   | Forhjul                           | Forhjul                                  | Forhjul                                  | Forhjul                           | Forhjul             |
| Drivende hjul (ekstraudstyr)                   | –                         | –                                 | –                         | –                                 | –                                        | Alle                                     | –                                 | –                   |
| Gearkasse (standardudstyr)                     | 5-trins manuel            | 5-trins manuel                    | 5-trins manuel            | 5-trins manuel                    | 5-trins manuel                           | 5-trins manuel                           | 5-trins manuel                    | 5-trins manuel      |
| Gearkasse (ekstraudstyr)                       | –                         | –                                 | 7-trins DSG               | 7-trins DSG                       | –                                        | 6-trins DSG                              | –                                 | –                   |
| Præstationer                                   |                           |                                   |                           |                                   |                                          |                                          |                                   |                     |
| Topfart                                        | 150 km/t                  | 151 km/t                          | 168 km/t                  | 170 km/t                          | 150 km/t                                 | 166 km/t                                 | 166 km/t                          | 142 km/t            |
| Acceleration 0-100 km/t                        | 17,6 sek.                 | 17,6 sek.                         | 12,9 sek.                 | 12,9 sek.                         | 17,7 sek.                                | 13,3 sek.                                | 13,3 sek.                         | 20,5 sek.           |
| Brændstofforbrug pr. 100 km ved blandet kørsel | 5,7 liter Diesel          | 5,3 liter Diesel                  | 5,7 liter Diesel          | 5,1 liter (5,3 liter) Diesel      | 6,2 liter Diesel                         | 6,3 liter (6,9 liter) [6,7 liter] Diesel | 5,7 liter Diesel                  | 6,5 liter Diesel    |
| CO2-udslip ved blandet kørsel                  | 147 g/km                  | 136 g/km                          | 147 g/km                  | 134 g/km (139 g/km)               | 167 g/km                                 | 167 g/km (182 g/km) [176 g/km]           | 149 g/km                          | 176 g/km            |
|                                                | 2,0 TDI DPF               | 2,0 TDI DPF                       | 2,0 TDI DPF               | 2,0 TDI DPF                       | 2,0 TDI DPF                              | 2,0 TDI DPF BlueMotion Technology        | 2,0 TDI DPF                       |                     |
| Byggeperiode                                   | 11/2007−9/2010            | 9/2010−                           | 9/2010−                   | 9/2010−                           | 9/2010−                                  | 6/2012−                                  | 6/2012−                           |                     |
| Motordata                                      |                           |                                   |                           |                                   |                                          |                                          |                                   |                     |
| Motorkendebogstaver                            | BMM                       | CFHE                              | CLCA                      | CFHF                              | CFHC                                     | CFHC                                     | CFJA                              |                     |
| Motortype                                      | R4-dieselmotor            | R4-dieselmotor                    | R4-dieselmotor            | R4-dieselmotor                    | R4-dieselmotor                           | R4-dieselmotor                           | R4-dieselmotor                    |                     |
| Antal ventiler pr. cylinder                    | 2                         | 4                                 | 4                         | 4                                 | 4                                        | 4                                        | 4                                 |                     |
| Ventilstyring                                  | OHC, tandrem              | DOHC, tandrem                     | DOHC, tandrem             | DOHC, tandrem                     | DOHC, tandrem                            | DOHC, tandrem                            | DOHC, tandrem                     |                     |
| Fødesystem                                     | Pumpe/dyse                | Commonrail                        | Commonrail                | Commonrail                        | Commonrail                               | Commonrail                               | Commonrail                        |                     |
| Trykladning                                    | Turbolader, ladeluftkøler | Turbolader, ladeluftkøler         | Turbolader, ladeluftkøler | Turbolader, ladeluftkøler         | Turbolader, ladeluftkøler                | Turbolader, ladeluftkøler                | Turbolader, ladeluftkøler         |                     |
| Køling                                         | Vandkøling                | Vandkøling                        | Vandkøling                | Vandkøling                        | Vandkøling                               | Vandkøling                               | Vandkøling                        |                     |
| Boring × slaglængde                            | 79,5 × 95,5 mm            | 79,5 × 95,5 mm                    | 79,5 × 95,5 mm            | 79,5 × 95,5 mm                    | 79,5 × 95,5 mm                           | 79,5 × 95,5 mm                           | 79,5 × 95,5 mm                    |                     |
| Slagvolume                                     | 1968 cm³                  | 1968 cm³                          | 1968 cm³                  | 1968 cm³                          | 1968 cm³                                 | 1968 cm³                                 | 1968 cm³                          |                     |
| Kompressionsforhold                            | 18,5:1                    | 16,5:1                            | 16,5:1                    | 16,5:1                            | 16,5:1                                   | 16,5:1                                   | 16,5:1                            |                     |
| Maks. effekt ved omdr./min.                    | 103 kW (140 hk) /4000     | 62 kW (84 hk) /3000−4600          | 81 kW (110 hk) /4200      | 81 kW (110 hk) /2750−4200         | 103 kW (140 hk) /4200                    | 103 kW (140 hk) /4200                    | 125 kW (170 hk) /4200             |                     |
| Maks. drejningsmoment ved omdr./min.           | 320 Nm /1800−2500         | 200 Nm /1750−2750                 | 250 Nm /1500−2500         | 280 Nm /1750−2750                 | 320 Nm /1750−2500                        | 320 Nm /1750−2500                        | 350 Nm /1750−2500                 |                     |
| Udstødningsnorm                                | Euro4                     | Euro5                             | Euro5                     | Euro5                             | Euro5                                    | Euro5                                    | Euro5                             |                     |
| Kraftoverførsel                                |                           |                                   |                           |                                   |                                          |                                          |                                   |                     |
| Drivende hjul (standardudstyr)                 | Forhjul                   | Forhjul                           | Forhjul                   | Alle                              | Forhjul                                  | Forhjul                                  | Forhjul                           |                     |
| Drivende hjul (ekstraudstyr)                   | –                         | Alle                              | –                         | –                                 | Alle                                     | –                                        | –                                 |                     |
| Gearkasse (standardudstyr)                     | 5-trins manuel            | 6-trins manuel                    | 6-trins manuel            | 6-trins manuel                    | 6-trins manuel                           | 6-trins manuel                           | 6-trins DSG                       |                     |
| Gearkasse (ekstraudstyr)                       | –                         | –                                 | –                         | –                                 | 6-trins DSG                              | 6-trins DSG                              | –                                 |                     |
| Præstationer                                   |                           |                                   |                           |                                   |                                          |                                          |                                   |                     |
| Topfart                                        | 186 km/t                  | 158 km/t [155 km/t]               | 170 km/t                  | [170 km/t]                        | 186 km/t [183 km/t]                      | 186 km/t                                 | (196 km/t)                        |                     |
| Acceleration 0-100 km/t                        | 11,1 sek.                 |                                   |                           | [12,8 sek.]                       | 10,5 sek. (10,6 sek.) [11,0 sek.]        | 10,5 sek. (10,6 sek.)                    | (9,2 sek.)                        |                     |
| Brændstofforbrug pr. 100 km ved blandet kørsel | 6,4 liter Diesel          |                                   |                           | 6,5 liter Diesel                  | 6,0 liter (5,5 liter) [6,6 liter] Diesel | 5,6 liter (5,9 liter) Diesel             | (6,3 liter) Diesel                |                     |
| CO2-udslip ved blandet kørsel                  | 169 g/km                  | 161 g/km [168 g/km]               |                           | [168 g/km]                        | 156 g/km (161 g/km) [171 g/km]           | 149 g/km (155 g/km)                      | (166 g/km)                        |                     |

1. ↑  Fra og med modelår 2006 kun for Caddy kassevogn
2. ↑  4Motion: 6-trins manuel
3. 1 2  Værdier i ( ) gælder for versioner med automatgear, og i [ ] for versioner med firehjulstræk.
4. 1 2  Kun for Caddy kassevogn
5. ↑  Kun for Caddy Maxi
6. ↑  2,0 TDI 103 kW (140 hk) 4Motion: 6-trins DSG

Ændringer til modelår 2006:
- Caddy Life med 2,0-liters SDI-dieselmotor udgået
- 1,9-liters TDI-dieselmotor med 55 kW (75 hk) og 210 Nm introduceret
- 1,4-liters benzinmotor optimeret til 59 kW (80 hk) og 132 Nm

TDI-motorerne kom med modelår 2006 til at opfylde Euro4-normen – også uden partikelfilter, som havde kunnet bestilles siden december 2005 (lukket rengøringssystem). Motorer født uden partikelfilter kan eftermonteres med det, det er dog et mindre effektivt, åbent rengøringssystem som ikke griber ind i motorstyringen. Versioner med partikelfilter kan ikke køres på biodiesel.
Den fra midten af 2006 tilgængelige Caddy EcoFuel er udstyret med en til naturgas optimeret motor. Naturgastanken kan rumme ca. 26 kg naturgas, hvilket muliggør en rækkevidde på over 400 kilometer. Derudover har modellen en 13-liters reservetank med benzin. Caddy EcoFuel's CO2-udslip er opgivet til 157 g/km, hvormed EcoFuel er den mest miljøvenlige version af Caddy.

## Sikkerhed
Modellen er af det svenske forsikringsselskab Folksam blevet bedømt som værende mindst 20 procent sikrere end middelbilen.

## Vigtigste standardudstyr

### Van
Stålfælge med navkapsler, fløjdøre med bagrudevisker og el-bagrude, åbent handskerum, sædebetræk Inca i stof, airbag i førersiden, højdejusterbart førersæde, manuelle ruder og sidespejle, Blaupunkt stereoradio

### Kombi
4 airbags, stålfælge med navkapsler, manuelle ruder og sidespejle, original Volkswagen stereoradio RCD 300 med cd-afspiller, sædebetræk Fiftyfive i stof, højdejusterbart førersæde

### Life
4 airbags, stålfælge med heldækkende hjulkapsler, el-ruder og -sidespejle, højdejusterbart fører- og forreste passagersæde, VW stereoradio RCD 300 med cd-afspiller, komfort sædebetræk Scala, tågeforlygter